# Tonj

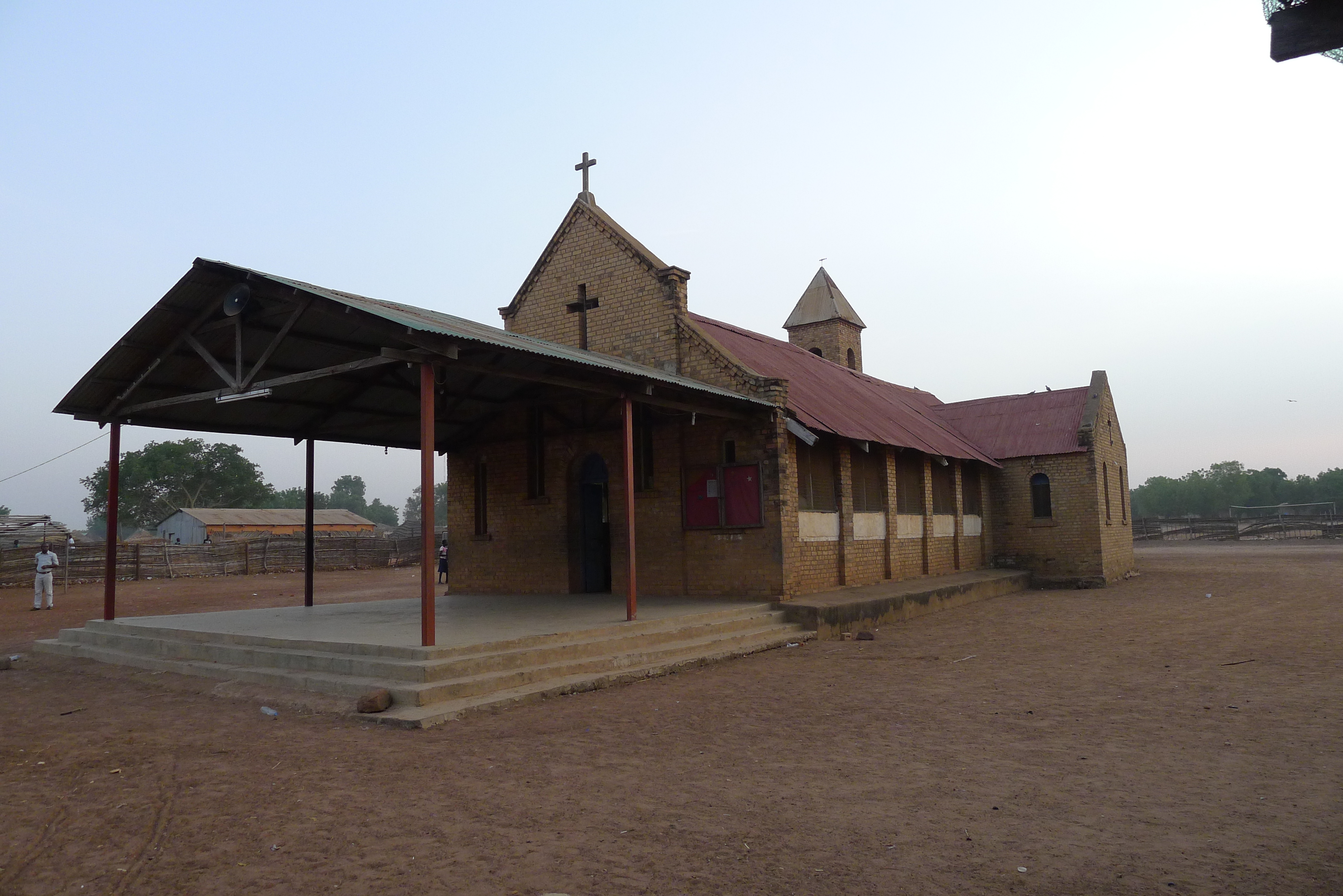

Tonj este un oraș în Sudanul de Sud.